# Seznam čeških košarkarjev
Seznam čeških košarkarjev.

## A
- Patrik Auda

## B
- Luboš Bartoň
- Jiří Baumruk
- Pavel Bečka
- Petr Benda
- Ivan Beneš
- Pavel Beneš
- Ondřej Balvín
- Jaromír Bohačík

## C
- Petr Czudek

## E
- Josef Ezr

## G
- Kris Gira

## H
- Jakub Houška
- Vojtěch Hruban

## I
- Martin Ides

## J
- David Jelínek

## K
- David Klapetek
- Lukáš Kraus
- Michal Křemen
- Martin Kříž
- Tomáš Kyzlink

## M
- Pavel Miloš
- Ivan Mrázek

## N
- Radek Nečas
- Kamil Novák

## O
- Jiří Okáč

## P
- Lukáš Palyza
- Adam Pecháček
- Martin Peterka
- Zbyněk Pospíšil
- Pavel Pumprla

## S
- Tomáš Satoranský
- Ladislav Sokolovský
- Ondřej Starosta
- Marek Stuchlý

## Š
- Jakub Šiřina
- Kamil Švrdlík

## T
- Bohumil Tomášek
- Petr Treml

## V
- Vladan Vahala
- Jan Veselý
- Kamila Vodičková
- Štěpán Vrubl

## W
- Jiří Welsch
- Petr Welsch

## Z
- Jiří Zedníček
- Jiří Zidek